# Gouvernement Blehr II
Halvorsen I Halvorsen II
Le Gouvernement Blehr II est un gouvernement norvégien ayant dirigé la Norvège du 22 juin 1921 au 6 mars 1923.
Ce gouvernement uniquement composé de membres du Venstre constitue un retour des anciens du parti, Otto Blehr ayant 74 ans au moment de la constitution du gouvernement.
| Ministère                                 | Nom                       | Parti | Du         | Au         |
| ----------------------------------------- | ------------------------- | ----- | ---------- | ---------- |
| Premier ministre et Ministre des Finances | Otto Blehr                | V     | 22.06.1921 | 06.03.1923 |
| Ministre des Affaires étrangères          | Arnold Christopher Ræstad | V     | 22.06.1921 | 31.05.1922 |
|                                           | Johan Ludwig Mowinckel    | V     | 31.05.1922 | 06.03.1923 |
| Ministère de la Justice                   | Olaf Amundsen             | V     | 22.06.1921 | 24.08.1922 |
|                                           | Arnold Holmboe            | V     | 24.08.1922 | 06.03.1923 |
| Ministre de l'Agriculture                 | Håkon Five                | V     | 26.07.1921 | 06.03.1923 |
| Ministre du culte                         | Martin Olsen Nalum        | V     | 22.06.1921 | 06.03.1923 |
| Ministre de la Défense                    | Ivar Aavatsmark           | V     | 22.06.1921 | 06.03.1923 |
| Ministre des Affaires sociales            | Lars Oftedal              | V     | 22.06.1921 | 20.10.1922 |
|                                           | Rasmus Olai Mortensen     | V     | 20.10.1922 | 06.03.1923 |
| Ministre du Commerce                      | Johan Ludwig Mowinckel    | V     | 22.06.1921 | 20.10.1922 |
|                                           | Lars Oftedal              | V     | 20.10.1922 | 06.03.1923 |
| Ministre du Travail                       | Ole Monsen Mjelde         | V     | 22.06.1921 | 06.03.1923 |
| Ministre de l'Approvisionnement           | Ole Monsen Mjelde         | V     | 22.06.1921 | 23.07.1921 |
|                                           | Rasmus Olai Mortensen     | V     | 23.07.1921 | 01.11.1922 |